# Tiso indianus
Tiso indianus Tanasevič, 2011 è un ragno appartenente alla famiglia Linyphiidae.

## Etimologia
Il nome proprio della specie deriva dalla nazione di rinvenimento degli esemplari, l'India, con il suffisso aggettivante -us

## Caratteristiche
Il paratipo maschile ha lunghezza totale 1,40 mm; il cefalotorace è lungo 0,68 mm x 0,50 mm.

## Distribuzione
La specie è stata rinvenuta in India: l'olotipo maschile è stato reperito sulle colline Tiger Hill, a 2500-2600 metri di altitudine, nel distretto di Darjeeling, nello Stato indiano del Bengala Occidentale

## Tassonomia
Al 2013 non sono note sottospecie e dal 2011 non sono stati esaminati nuovi esemplari.